# Ландри, Эрик
Эрик Ландри (англ. Éric Landry; род. 20 января 1975, Гатино, Квебек) — канадский хоккеист, нападающий.

## Биография
В Национальной хоккейной лиге Эрик Ландри выступал в составе таких команд как «Калгари Флэймз» (в сезонах 1997/98, 1998/99) и «Монреаль Канадиенс» (в сезонах 2000/01, 2001/02). Провёл 68 матчей, в которых забросил 5 шайб и отдал 9 результативных передач . Большую же часть карьеры провёл в АХЛ, выступая в составе фарм-клубов. Всего, в Американской хоккейной лиге сыграл 579 матчей (включая игры плей-офф) в которых забросил 196 шайбы и отдал 251 результативную передачу.
В 2003 году переехал в Европу, где на протяжении пяти лет выступал в Швейцарской национальной лиге, в составе ведущих клубов, таких как: «Лозана», «Базель» и «Берн», но так и не добился серьёзных трофеев за этот период. Помимо этого, Эрик Ландри неоднократно привлекался, для участия в традиционном турнире — Кубок Шпенглера, на котором он дебютировал в составе команды-организатора турнира «ХК Давос», в 2003 году, став лучшим бомбардиром соревнования. В 2005 году, на Кубке Шпенглера, Ландри дебютировал уже в составе национальной сборной Канады.
В 2007 году Эрик Ландри перебрался в Россию, где стал выступать в составе московского «Динамо», на уровне Суперлиги. Хорошо себя зарекомендовав за год, хоккеист продлил контракт с командой  и на будущий сезон дебютировал в новообразованной Континентальной хоккейной лиге. В составе динамовцев Ландри стал обладателем Кубка Шпенглера — 2008. Сезон 2009/2010 хоккеист провёл в составе подмосковного «Атланта» . Всего, на уровне Континентальной хоккейной лиги, на счету Ландри: 110 матчей (включая игры плей-офф) в которых он забросил 24 шайбы и отдал 28 результативных передач.
Свои последние сезоны провёл в чемпионате Швейцарии в составе команды «Амбри-Пиотта». По окончании сезона 2011/2012 завершил карьеру хоккеиста и начал тренерскую, став ассистентом главного тренера клуба «Гатино Олимпик», выступающего в главной юниорской лиге Квебека, из родного города Эрика — Гатино. Впоследствии Эрик Ландри стал главным тренером команды.

## Достижения
- лучший бомбардир Кубка Шпенглера — 2003
- обладатель Кубка мэра Москвы — 2008
- обладатель Кубка Шпенглера — 2008